# Verbia
Verbia – wieś w Rumunii, w okręgu Suczawa, w gminie Grămești. W 2011 roku liczyła 162 mieszkańców. 